# Ignacio Aldecoa
Ignacio Aldecoa Isasi (Vitòria, Àlaba, 24 de juliol de 1925 - Madrid, 15 de novembre de 1969) va ser un escriptor basc que va conrear la novel·la, el relat i la poesia. Va estar casat amb la també escriptora Josefina Aldecoa i era nebot del pintor Adrián Aldecoa.

## Vida i obra
Va néixer en el si d'una família burgesa de Vitòria el 24 de juliol de 1925. Va estudiar batxillerat al col·legi Santa María (Marianistas) de Vitòria-Gasteiz, on va demostrar amb freqüència la seva rebel·lia, com descriu en el conte "Aldecoa se burla". L'any 1942 va marxar a estudiar Filosofia i Lletres a la Universitat de Salamanca, on coincidiria amb l'escriptora Carmen Martín Gaite. En la seva estada a Salamanca va destacar per la seva falta d'aplicació, les seves freqüents absències i la seva vida de tuno; tot i així va aprovar les assignatures comunes i va prosseguir els seus estudis l'any 1945 a Madrid, on es va instal·lar a prop del Cafè Gijón.
A Madrid, va conèixer a Jesús Fernández Santos, Rafael Sánchez Ferlosio, José María de Quinto, Alfonso Sastre i a la pedagoga i escriptora Josefina Rodríguez, avui coneguda com a Josefina Aldecoa, amb la qual es casaria en 1952. Aquest grup procurava incloure les seves produccions antigovernamentals en les publicacions del SEU, sindicat vertical d'afiliació obligatòria; els primers contes d'Aldecoa van aparèixer en revistes com La Hora, Juventud, Haz i Alcalá. Els seus contemporanis han destacat la vitalitat com el tret més excel·lent del seu caràcter, una vitalitat que amagava algunes tendències autodestructives. Els seus primers llibres van ser de poesia: Todavía la vida (1947) i Libro de las algas (1949).
Va obtenir el premi de la revista Juventud pel conte "Seguir de pobres" l'any 1953. La seva primera novel·la, titulada El fulgor y la sangre, es va publicar en 1954 i va ser finalista del Premi Planeta. Cap a 1955 freqüentava les tertúlies d'estudiants rebels al règim franquista i es va implicar en la creació de la Revista Española, impulsada per Antonio Rodríguez Moñino, qui havia estat expulsat de la seva càtedra per les seves simpaties republicanes i havia trobat refugi en l'Editorial Castalia, que editava la revista. En el seu consell de redacció estaven amb ell gairebé tots els escriptors importants de la Generació del 50, habituals de la tertúlia del Cafè Lyon que organitzaven Rodríguez Moñino, Sastre i Ferlosio. Van accedir allí a l'estètica literària del neorealisme de Zavattini i al nou periodisme de Truman Capote, així com a la narrativa de Hemingway, John Dos Passos i Baroja, fora del nouveau roman, i lloc apropiat per a l'expressió de les seves rebel·lies existencials i socials. Va morir prematurament el 1969, víctima d'una úlcera sagnant que no es preocupava a cuidar.
Es va casar amb Josefina Aldecoa, també escriptora, i promotora del "Colegio Estilo", amb una pedagogia inspirada en la Institución Libre de Enseñanza.

## Literatura
La seva obra narrativa s'inscriu dins del corrent neorrealista, iniciada a Espanya en la dècada dels cinquanta, i descriu el món dels desfavorits i desemparats. Considerat un dels millors contistes espanyols del segle xx, és autor de les col·leccions de relats Espera de tercera clase, Vísperas del silencio i El corazón y otros frutos amargos. Algunes de les seves novel·les són: El fulgor y la sangre, novel·la muntada sobre una el·lipsi que funda i s'adscriu al gènere literari conegut com a novel·la social i que descriu com les dones d'uns guàrdies civils esperen enclaustrades en la casa caserna als seus marits, sabedores que un d'ells ha caigut mort i sense saber qui; Gran Sol, premi de la Crítica l'any 1958, sobre la vida dels pescadors d'altura, narrada amb la tècnica del protagonista col·lectiu i amb temporalitat simultània; i Con el viento solano, que ofereix l'altra cara, com una segona part d'El fulgor y la sangre, en mostrar el punt de vista del gitano Sebastián Vázquez, criminal acorralat que ha matat al cap de la guàrdia civil Francisco Santos: la seva existència tenallada per la mateixa por que tenallava a les dones i els guàrdies civils de l'anterior novel·la i els seus sis dies de fugida, durant els quals coneix per primera vegada la solidaritat. Los pozos, Caballo de pica, Cuaderno de Godo són col·leccions de relats; Parte de una historia és la seva última novel·la, per primera vegada protagonitzada per un personatge d'extracció burgesa, (àlter ego de l'autor) que passa un temps en una illa i s'adapta bé a la convivència amb els pescadors gràcies, precisament, a la part oculta de la història, i assisteix com a testimoni a l'alteració que provoquen en la vida de l'illa un grup de turistes estrangers, com a metàfora de les transformacions que estava sofrint la societat espanyola de llavors. 
Va adaptar el rigorós realisme anglosaxó a la literatura espanyola, de manera que els seus contes posseeixen el sabor d'una experiència realment sentida i viscuda, gràcies a la seva aguda observació i al seu gran contingut humà. Gairebé sempre escull a gent humil i n'exposa la seva quotidianitat amb una enorme tendresa, deixant que el contingut social es dedueixi de la humanitat de la seva pròpia visió. Entre els seus contes hi ha autèntiques obres mestres, com "Aldecoa se burla" o "Chico de Madrid", per citar-ne alguns.

## Obres
- Todavía la vida (1947), poesia.
- Libro de las algas (1949), poesia.
- El aprendiz de cobrador (1951).
- El fulgor y la sangre (1954), novel·la finalista del Premi Planeta 1954.
- Gran Sol, novel·la Premi de la Crítica 1958.
- Con el viento solano, novel·la (1956).
- Los pozos.
- Espera de tercera clase (1955), relats.
- Vísperas del silencio (1955), relats.
- El corazón y otros frutos amargos (1959), relats.
- Caballo de pica (1961), relats.
- Arqueología (1961), relats.
- Cuaderno de Godo (1961), relats.
- Neutral corner (1962), relats.
- Pájaros y espantapájaros (1963), relats.
- Los pájaros de Baden-Baden (1965), relats.
- Parte de una historia (1967), novel·la.
- Santa Olaja de Acero (1968).
- La tierra de nadie y otros relatos (1955-1968).

## Concurs de Contes en honor seu
El departament d'Euskera, Cultura i Esports de la Diputació Foral d'Àlaba convoca un concurs de contes en honor seu (Premi Ignacio Aldecoa de contes), el qual ha complert la seva edició número XXXIX l'any 2010.